# Могучие рейнджеры: Дино Заряд

Логотип второго сезона

Могучие рейнджеры: Дино Заряд (англ. Power Rangers Dino Charge) — двадцать второй сезон популярного американского телесериала «Могучие рейнджеры», основанный на тридцать седьмом сезоне японского телесериала «Super Sentai». «Отряд Электрозавров — Кёрюджеры», Вышел на экраны 7 февраля 2015 года.
30 января 2016 года стартовало продолжение — Могучие рейнджеры: Супер Дино Заряд (англ. Power Rangers Dino Super Charge), являющееся двадцать третьим сезоном. Сериал шёл на канале Nickelodeon.

## Сюжет

### Дино Заряд
65.000.000 лет назад, динозавроподобный инопланетянин по имени Хранитель летел через всю Галактику, преследуемый Слэджем, межгалактическим охотником за головами, стремящимся получить десять магических камней, называемых Энергемами, охраняемые Хранителем, и использовать их, чтобы завоевать Вселенную. Хранитель приземлился на доисторической Земле, доверив драгоценные камни группе динозавров для хранения, и повредил корабль Слэджа бомбой, взрыв которой выбросил охотника за головами в глубины космоса. К сожалению, коллекция астероидов Слэджа, удерживаемых в притягивающем луче, случайно обрушилась на доисторическую Землю и в конечном итоге вызвала вымирание динозавров.
В настоящем времени Хранитель был найден археологом Кендалл Морган, и они создали базу под Музеем Динозавров Эмбер Бич в одноимённом городе. Они начинают миссию, чтобы найти Энергемы, но пять уже были найдены подростками, которые используют их, чтобы превратиться в Могучих Рейнджеров Дино Заряда. Группа состоит из Красного Рейнджера, Тайлера Наварро, предприимчивого лидера группы, который ищет своего отца, пропавшего 10 лет назад на археологических раскопках; Розовый Рейнджер, Шелби Уоткинс, официантка с обширными знаниями динозавров; Синий Рейнджер, Кода, кроманьонец, живущий в современном времени, когда нашёл свой Энергем в своей племенной пещере, и находился в анабиозе до наших дней; Зеленый Рейнджер, Райли Гриффин, самый молодой из группы, опытный фехтовальщик; и Чёрный Рейнджер, Чейс Рэндалл, учтивый и спокойный член группы родом из Новой Зеландии. С этими силами, Могучие рейнджеры Дино Заряда борются против Слэджа, Поисандры, Фьюри, Рэнча, Кьюрио, и их битком наполненной монстрами тюрьмы, чтобы найти оставшиеся Энергемы и защитить Землю.
По ходу дела, рейнджеры обретают новых товарищей с дополнительными Дино Зордами: Золотой Рейнджер, Сэр Айвэн, 800-летний рыцарь Зандара, который был в ловушке в теле Фьюри, сторонника Слэджа и Графитовый Рейнджер, Принц Филипп III Зандарский, современный наследный принц родины Айвэна. Кендалл берет на себя позицию Фиолетового Рейнджера от Альберта Смита, который покидает данную позицию из-за страха перед приспешниками Фьюри. Также возникают новые угрозы, в том числе человекоподобный злодей, Хэкилл.

### Супер Дино Заряд
Хэкилл и его бронированная вторая половина, Снайд, берут на себя руководство приспешниками Слэджа и оставшимися монстрами после поражения Слэджа. Они работают над получением последних двух Энергемов. Рейнджеры работают над тем, чтобы найти оставшиеся Энергемы раньше Хэкилла/Снайда и их приспешников. По пути они получают новых союзников в виде Аквамаринового Рейнджера: пропавшего отца Тайлера, Джеймса Наварро, и Серебряного Рейнджера, ученика Хранителя, Зеновинга и доступа к новым Суперзаряженным режимам, чтобы сражаться с монстрами с большей силой.
Однако с новыми силами появляются и новые враги в виде Синджа, таинственного воина, который прибывает на Землю и быстро вступает в качестве второго помощника Хэкилла, к гневу Фьюри. Тем не менее, Хэкилл начинает любопытствовать, когда он понимает, что Синдж знает больше об Энергемах, чем он признает. После того, как рейнджеры обнаруживают местоположение Титано Зорда, Хэкилл требует знать, как Синдж знал его местоположение, но тот сумел сбежать и затем вернулся на Землю с человеком по имени Лорд Арканон. Именно Лорд Арканон был тем, кто нанял Слэджа, чтобы принести ему самых опасных монстров Галактики и сделать из них армию. Царствование Арканона заканчивается возвращением Слэджа, который уничтожает своего бывшего работодателя со Снайдом (который был отделен от Хэкилла) и возвращает руководство своей командой.
Слэдж использует Тёмный Энергем, чтобы зарядить корабль и улететь в космос и предает Снайда, не выплачивая его труды Тёмным Энергемом и послал его искать пропавшие яйца Гринзилл, которые он спрятал ранее. Обманутый Снайд крадет Тёмный Энергем и Слэдж отказывается выстрелить Магна-Лучом по его бывшему партнеру, в результате чего Снайд встречает свой конец, погибая от рук десяти Рейнджеров и Хэкилла. Рейнджеры, Хранитель, и Хэкилл, наконец, уничтожают Тёмный Энергем, используя энергию Солнца. Но это оборачивается неприятными последствиями, создавая Чёрную Дыру, которая засасывает корабль Слэджа и Землю. Могучие рейнджеры узнают истинную силу Энергемов — путешествие во времени. Они прибывают в эпоху динозавров, чтобы победить Слэджа в прошлом раз и навсегда. Фьюри сначала разрушается бомбой, и Хэкилл отправляет Слэджа, его корабль, команду и монстров на Солнце, уничтожая их всех одним ударом.
После уничтожения своих врагов, Рейнджеры расходятся: Кода и Айвэн, наконец, возвращаются в свои времена, Хэкилл становится Хранителем Тёмного Энергема, он и Зеновинг возвращаются на планету Сентай 6, и Хранитель возвращается на свою родную планету. Современные рейнджеры возвращаются в свое время и обнаруживают, что они попали в зоопарк с живыми динозаврами, так как астероиды Слэджа никогда не падали на Землю, и вымирание динозавров никогда не происходило.

## Персонажи

### Рейнджеры
- Тайлер Наварро — Красный Дино Заряд Рейнджер. Роль играет Бреннан Мехия.
- Чейс Рэндалл — Чёрный Дино Заряд Рейнджер. Роль играет Джеймс Дэвис.
- Кода — Синий Дино Заряд Рейнджер. Роль играет Йоши Сударсо.
- Райли Гриффин — Зелёный Дино Заряд Рейнджер. Роль играет Майкл Тэйбер.
- Шелби Уоткинс — Розовый Дино Заряд Рейнджер. Роль играет Камилла Хайд.
- Сэр Айвэн Зандарский — Золотой Дино Заряд Рейнджер. Роль играет Дави Сантос.
- Джеймс Наварро — Аквамариновый Дино Заряд Рейнджер, родной отец Тайлера. Роль играет Рубен Тёрнер и озвучивает Дэниэл Масгроув.
- Принц Филипп III — Графитовый Дино Заряд Рейнджер. Роль играет Джарред Блэкистон.
- Кендалл Морган — Фиолетовый Дино Заряд Рейнджер №2. Роль играет Клэр Блэквелдер.
- Зеновинг — Серебряный Дино Заряд Рейнджер, ученик Хранителя. Роль озвучивает Алистер Браунинг.

### Союзники и прочие персонажи
- Хранитель — динозавроподобный пришелец, который принес десять Энергемов на Землю 65 миллионов лет назад, пытаясь спастись от Слэджа. Роль озвучивает Ричард Симпсон.
- Мэтт Гриффин — старший брат Райли, который живет с матерью на семейной ферме. Роль играет Алекс Уолкер.
- Моана — гадалка маори, которая управляет антикварным магазином. Роль играет Патрисия Вишман.
- Доктор Рунга — всемирно известный палеонтолог. Роль играет Кирк Торранс.
- Мистер Уоткинс — родной отец Шелби и владелец мороженого Уоткинс. Роль играет Джеймс Гэйлин.
- Расти — старый друг Джеймса Наварро, они вместе работали археологами. Роль играет Арло МакДармид.

### Антагонисты

#### Команда Слэджа и Снайда
- Слэдж — межгалактический охотник за головами, который гордится тем, что захватывает монстров и собирает награду за их головы. Роль озвучивает Адам Гардинер.
- Рэнч — неуклюжий корабельный техник, который может сражаться боевым топором и отображает что-то вроде соперничества с Чёрным Рейнджером. Роль озвучивает Эстевес Гиллеспи.
- Фьюри — генерал Слэджа, самый беспощадный из его воинов. Роль озвучивает Пол Харроп.
- Поисандра — невеста Слэджа и ещё один генерал его армии. Роль озвучивает Джеки Кларк.
- Кьюрио — компаньон Поисандры, которого Рэнч сделал в качестве свадебного подарка  для Слэджа. Роль озвучивает Эстевес Гиллеспи.
- Хэкилл и Снайд — гуманоид-инопланетянин со способностью стрелять энергетическими зарядами из рук. Роль Хэкилла играет Райан Картер, а Снайда озвучивает Кэмпбелл Кули.
- Вивиксы — пехотинцы Слэджа, которые часто делали черную работу по дому на своем космическом корабле.
- Спайкболлы — элитные пехотинцы Слэджа и тюремная охрана.

#### Команда Лорда Арканона
- Лорд Арканон — бывший работодатель Слэджа. Межгалактический военачальник, который жаждет власти, безжалостен и расчетлив. Роль озвучивает Эндрю Грэйнджер.
- Синдж — помощник Лорда Арканона. Роль озвучивает Марк Митчинсон.
- Думвинг — тёмная сторона Зеновинга, рождённая в результате его контакта с Тёмным Энергемом. Роль озвучивает Марк Райт.

## Эпизоды

### Могучие рейнджеры: Дино Заряд (2015)
| № общий | № в сезоне | Название                                                                | Режиссёр      | Автор сценария                          | Дата премьеры    | Зрители в США (млн) |
| ------- | ---------- | ----------------------------------------------------------------------- | ------------- | --------------------------------------- | ---------------- | ------------------- |
| 788     | 1          | «Силы из прошлого» «Powers From the Past»                               | Джонатан Бру  | Чип Линн                                | 7 февраля 2015   | 1,93                |
| 789     | 2          | «Встреча из прошлого и настоящего» «Past, Present, and Fusion»          | Джонатан Бру  | Чип Линн                                | 14 февраля 2015  | 1,38                |
| 790     | 3          | «Час шута» «A Fool's Hour»                                              | Чарли Хэскелл | Чип Линн                                | 21 февраля 2015  | 1,53                |
| 791     | 4          | «Возвращение пещерного человека» «Return of the Caveman»                | Джонатан Бру  | Чип Линн                                | 28 февраля 2015  | 1,92                |
| 792     | 5          | «Чёрный день» «Breaking Black»                                          | Чарли Хэскелл | Джеффри Ньюман,Питер Уайзман и Чип Линн | 7 марта 2015     | 1,50                |
| 793     | 6          | «Зубная боль» «The Tooth Hurts!»                                        | Майк Смит     | Джеффри Ньюман,Питер Уайзман и Чип Линн | 14 марта 2015    | 1,29                |
| 794     | 7          | «Не будите спящего Зорда» «Let Sleeping Zords Lie»                      | Майк Смит     | Чип Линн                                | 21 марта 2015    | 2,01                |
| 795     | 8          | «Двойные неприятности» «Double Ranger, Double Danger»                   | Майк Смит     | Джеффри Ньюман,Таня М. Вилер и Чип Линн | 4 апреля 2015    | 1,48                |
| 796     | 9          | «Когда подводит логика» «When Logic Fails»                              | Чарли Хэскелл | Чип Линн                                | 22 августа 2015  | 1,59                |
| 797     | 10         | «Королевские Рейнджеры» «The Royal Rangers»                             | Чарли Хэскелл | Чип Линн                                | 29 августа 2015  | 1,69                |
| 798     | 11         | «На свободу» «Break Out»                                                | Чарли Хэскелл | Чип Линн                                | 12 сентября 2015 | 1,41                |
| 799     | 12         | «Рыцарь за рыцаря» «Knight After Knights»                               | Питер Сэлмон  | Джеффри Ньюман и Чип Линн               | 19 сентября 2015 | 1,37                |
| 800     | 13         | «Нет дыма без огня» «Sync or Swim»                                      | Питер Сэлмон  | Чип Линн и Джеймс В. Бейтс              | 3 октября 2015   | 1,01                |
| 801     | 14         | «Чёрная Сила» «True Black»                                              | Питер Сэлмон  | Чип Линн и Марк Литтон                  | 10 октября 2015  | 1,34                |
| 802     | 15         | «Самые призрачные» «The Ghostest With the Mostest»                      | Чарли Хэскелл | Чип Линн и Марк Литтон                  | 17 октября 2015  | 1,07                |
| 803     | 16         | «Появление нового Рейнджера» «Rise of a Ranger»                         | Майк Смит     | Чип Линн и Марк Литтон                  | 24 октября 2015  | 1,11                |
| 804     | 17         | «Семь раз отмерь, один - отрежь» «No Matter How You Slice It»           | Майк Смит     | Чип Линн и Джеффри Ньюман               | 7 ноября 2015    | 1,13                |
| 805     | 18         | «Всемирно известный (в Новой Зеландии)» «World Famous (in New Zealand)» | Майк Смит     | Чип Линн и Бекка Барнс                  | 14 ноября 2015   | 1,06                |
| 808     | 19         | «На том краю света» «Deep Down Under»                                   | Питер Сэлмон  | Чип Линн и Бекка Барнс                  | 21 ноября 2015   | 1,50                |
| 807     | 20         | «Берегись своих желаний!» «Wishing for a Hero»                          | Питер Сэлмон  | Чип Линн                                | 28 ноября 2015   | 1,17                |
| 808     | 21         | «Спешим на помощь Рождеству» «Race to Rescue Christmas»                 | Чарли Хэскелл | Чип Линн и Марк Литтон                  | 5 декабря 2015   | 1,22                |
| 809     | 22         | «Ещё один Энергем» «One More Energem»                                   | Питер Сэлмон  | Чип Линн и Бекка Барнс                  | 12 декабря 2015  | 1,30                |

### Могучие рейнджеры: Супер Дино Заряд (2016)
| № общий | № в сезоне | Название                                          | Режиссёр       | Автор сценария                                         | Дата премьеры    | Зрители в США (млн) |
| ------- | ---------- | ------------------------------------------------- | -------------- | ------------------------------------------------------ | ---------------- | ------------------- |
| 810     | 1          | «Зло пробуждается» «When Evil Stirs»              | Питер Бюргер   | Чип Линн и Бекка Барнс                                 | 30 января 2016   | 1,34                |
| 811     | 2          | «Прости и забудь» «Forgive and Forget»            | Питер Бюргер   | Чип Линн, Бекка Барнс и Элвин Дэйл                     | 6 февраля 2016   | 1,20                |
| 812     | 3          | «Кошмар в Эмбер Бич» «Nightmare in Amber Beach»   | Питер Бюргер   | Чип Линн, Бекка Барнс и Элвин Дэйл                     | 13 февраля 2016  | 1,37                |
| 813     | 4          | «Свидание с опасностью» «A Date with Danger»      | Карл Цвики     | Чип Линн и Марк Хэндлер                                | 20 февраля 2016  | 1,19                |
| 814     | 5          | «Рёв Красного Рейнджера» «Roar of the Red Ranger» | Карл Цвики     | Чип Линн, Бекка Барнс и Элвин Дэйл                     | 27 февраля 2016  | 1,20                |
| 815     | 6          | «Закалённый в огне» «Forged Under Fire»           | Карл Цвики     | Чип Линн, Энн Остин, Бекка Барнс и Элвин Дэйл          | 5 марта 2016     | 1,78                |
| 816     | 7          | «Кода-спортсмен» «Home Run Koda»                  | Майкл Дайгнан  | Чип Линн и Бекка Барнс                                 | 19 марта 2016    | 1,50                |
| 817     | 8          | «Богатство и бедность» «Riches and Rags»          | Майкл Дайгнан  | Чип Линн, Бекка Барнс, и Элвин Дэйл                    | 26 марта 2016    | 1,38                |
| 818     | 9          | «Лучшие подруги» «Besties 4Eva»                   | Майкл Дайгнан  | Бекка Барнс и Элвин Дэйл                               | 20 апреля 2016   | 1,23                |
| 819     | 10         | «Рейнджеры на рыбалке» «Gone Fishin»              | Майкл Дайгнан  | Элвин Дэйл, Бекка Барнс и Чип Линн                     | 27 апреля 2016   | 1,44                |
| 820     | 11         | «Любовь с первого боя» «Love at First Fight»      | Джудд Линн     | Энн Остин и Бекка Барнс                                | 3 сентября 2016  | 1,42                |
| 821     | 12         | «Лучи опасности» «Catching Some Rays»             | Питер Бюргер   | Бекка Барнс, Элвин Дэйл, Элвин Дэйл и Дэвид МакДермотт | 10 сентября 2016 | 1,40                |
| 822     | 13         | «Рецепт катастрофы» «Recipe for Disaster»         | Питер Бюргер   | Джудд Линн, Бекка Барнс и Элвин Дэйл                   | 24 сентября 2016 | 1,41                |
| 823     | 14         | «Серебряный секрет» «Silver Secret»               | Рик Пеллиццери | Джудд Линн, Бекка Барнс и Элвин Дэйл                   | 1 октября 2016   | 1,62                |
| 824     | 15         | «Гадость или испытание» «Trick or Trial»          | Майкл Дайгнан  | Бекка Барнс, Элвин Дэйл и Джудд Линн                   | 8 октября 2016   | 1,33                |
| 825     | 16         | «Крылья опасности» «Wings of Danger»              | Рик Пеллиццери | Бекка Барнс, Элвин Дэйл и Джудд Линн                   | 15 октября 2016  | 1,06                |
| 826     | 17         | «День путаницы» «Freaky Fightday»                 | Рик Пеллиццери | Бекка Барнс, Элвин Дэйл и Джудд Линн                   | 22 октября 2016  | 1,34                |
| 827     | 18         | «Пещерный человек Ворг» «Worgworld»               | Майкл Дайгнан  | Бекка Барнс, Элвин Дэйл и Джудд Линн                   | 29 октября 2016  | 1,51                |
| 828     | 19         | «Каменные Рейнджеры» «The Rangers Rock»           | Майкл Дайгнан  | Бекка Барнс, Элвин Дэйл и Джудд Линн                   | 5 ноября 2016    | 1,38                |
| 829     | 20         | «На грани исчезновения» «Edge of Extinction»      | Бритта Хоукинс | Бекка Барнс, Элвин Дэйл и Джудд Линн                   | 12 ноября 2016   | 1,42                |
| 830     | 21         | «Конец эры уничтожения» «End of Extinction»       | Бритта Хоукинс | Бекка Барнс, Элвин Дэйл и Джудд Линн                   | 19 ноября 2016   | 1,54                |
| 831     | 22         | «И пришло Хексждество» «Here Comes Heximas»       | Майкл Дайгнан  | Бекка Барнс, Элвин Дэйл и Джудд Линн                   | 10 декабря 2016  | 1,69                |